# Liberty County (Montana)
Liberty County ist ein County im Bundesstaat Montana der Vereinigten Staaten. Der Verwaltungssitz (County Seat) ist in Chester.

## Demografische Daten
Nach der Volkszählung im Jahr 2000 lebten im County 2.158 Menschen. Es gab 833 Haushalte und 583 Familien. Die Bevölkerungsdichte betrug 1 Einwohner pro Quadratkilometer. Ethnisch betrachtet setzte sich die Bevölkerung zusammen aus 99,21 % Weißen, 0,00 % Afroamerikanern, 0,09 % amerikanischen Ureinwohnern, 0,32 % Asiaten, 0,00 % Bewohnern aus dem pazifischen Inselraum und 0,09 % aus anderen ethnischen Gruppen; 0,28 % stammten von zwei oder mehr ethnischen Gruppen ab. 0,19 % der Bevölkerung waren spanischer oder lateinamerikanischer Abstammung.
Von den 833 Haushalten hatten 30,40 % Kinder und Jugendliche unter 18 Jahre, die bei ihnen lebten. 62,70 % waren verheiratete, zusammenlebende Paare, 5,60 % waren allein erziehende Mütter. 29,90 % waren keine Familien. 27,90 % waren Singlehaushalte und in 14,00 % lebten Menschen im Alter von 65 Jahren oder darüber. Die Durchschnittshaushaltsgröße betrug 2,51 und die durchschnittliche Familiengröße lag bei 3,11 Personen.
Auf das gesamte County bezogen setzte sich die Bevölkerung zusammen aus 25,80 % Einwohnern unter 18 Jahren, 5,80 % zwischen 18 und 24 Jahren, 24,70 % zwischen 25 und 44 Jahren, 24,10 % zwischen 45 und 64 Jahren und 19,70 % waren 65 Jahre alt oder darüber. Das Durchschnittsalter betrug 42 Jahre. Auf 100 weibliche Personen kamen 97,10 männliche Personen, auf 100 Frauen im Alter ab 18 Jahren kamen statistisch 93,60 Männer.
Das jährliche Durchschnittseinkommen eines Haushalts betrug 30.284 USD, das Durchschnittseinkommen der Familien betrug 37.361 USD. Männer hatten ein Durchschnittseinkommen von 23.158 USD, Frauen 16.579 USD. Das Prokopfeinkommen betrug 14.882 USD. 20,30 % der Bevölkerung und 19,00 % der Familien lebten unterhalb der Armutsgrenze. 28,90 % davon waren unter 18 Jahre und 15,50 % waren 65 Jahre oder älter.

## Geschichte
Zwei Bauwerke des Countys sind im National Register of Historic Places eingetragen (Stand 8. Februar 2018).

## Orte im Liberty County
Towns
| - Chester |

Census-designated places (CDP)
| - Joplin |

Unincorporated Communitys
| - Lothair - Whitlash |